# بونتياك تورنت
بونتياك تورنت (بالإنجليزية: Pontiac Torrent)‏هي سيارة تم إنتاجها من قبل شركة . LNJ V6
3.6 L (217 CID) LY7 V6
|transmission = Aisin AF33 5-speed ناقل حركة أوتوماتيكي 
 GM 6T70 6-speed ناقل حركة أوتوماتيكي
|wheelbase = 112.5 بوصة (2,858 مـم)
|length = 188.8 بوصة (4,796 مـم)
|width = 71.4 بوصة (1,814 مـم)
|height = 69.3 بوصة (1,760 مـم)
|predecessor = Pontiac Aztek
|successor = GMC Terrain
Buick Envision
|body style = 5-door سيارة رياضية متعددة الأغراض
}}</ref>